# Benoît de Saint Joseph

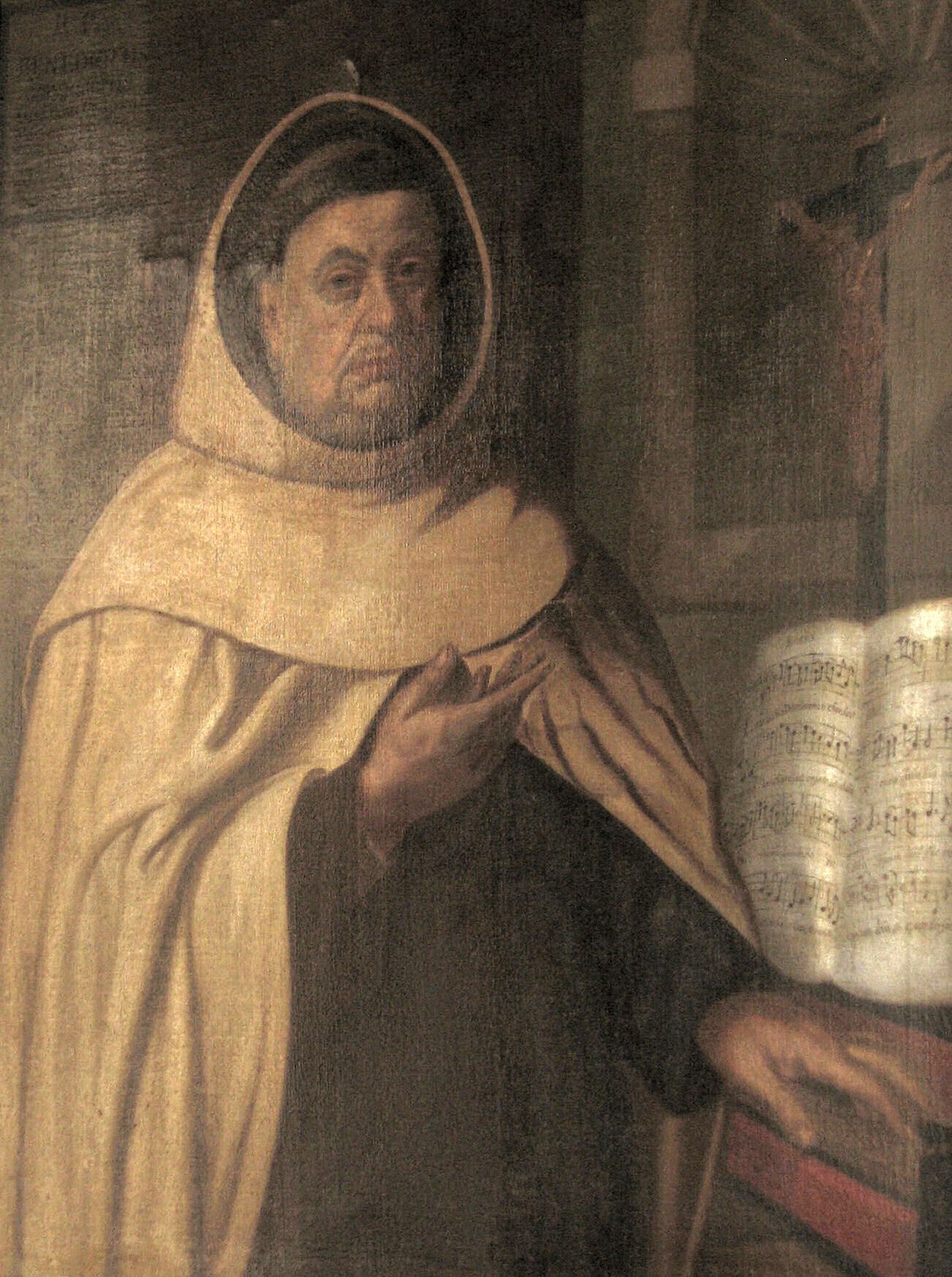
Benedictus à Sancto Josepho

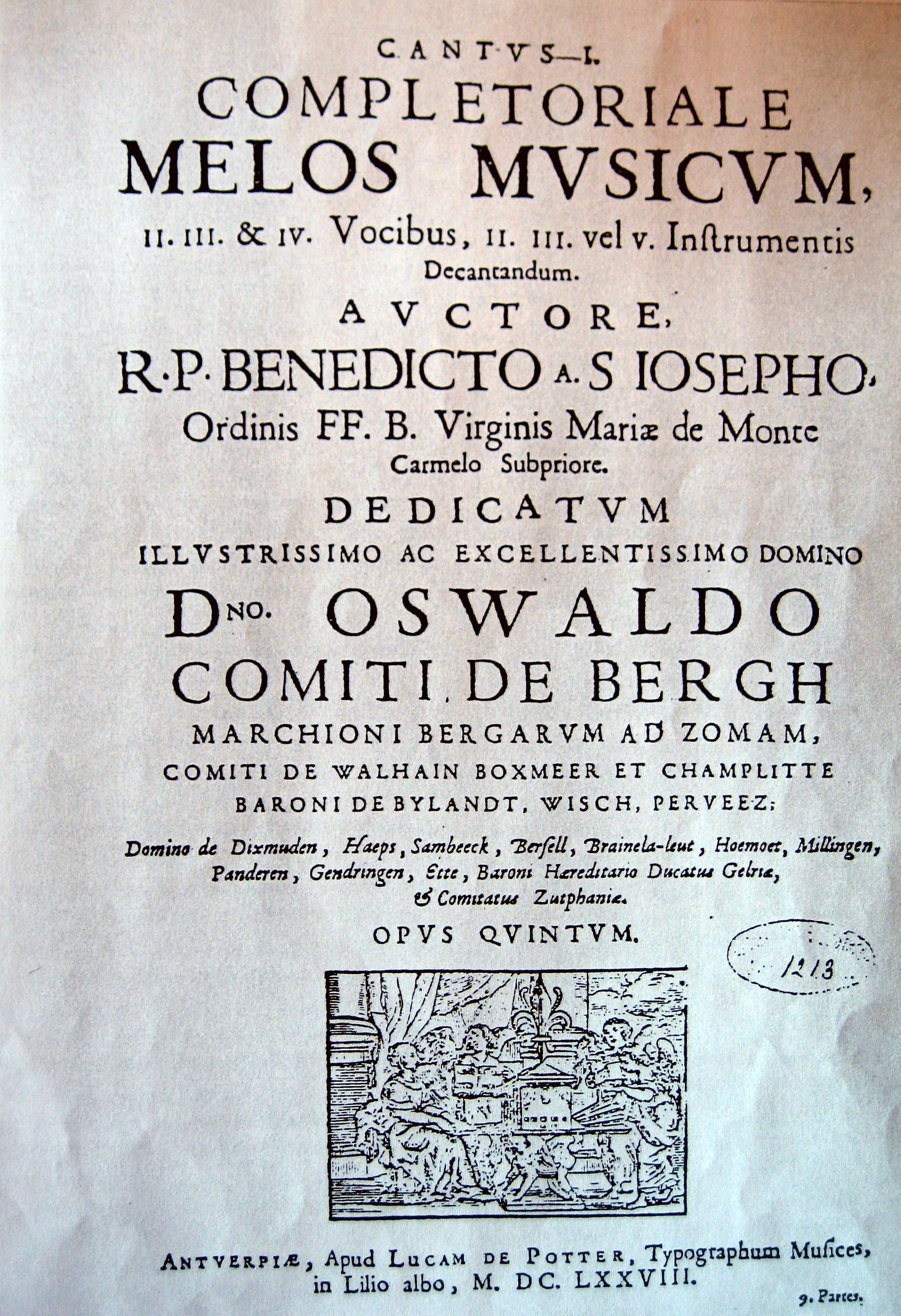
Dédicace de l'Op.V au comte Oswald III de Bergh

Benoît de Saint Joseph (Benedictus à Sancto Josepho, Benedictus Buns, Benoît de Geldern, Buns Gelriensis), né le 19 mars 1643 à Gueldre et mort le 6 décembre 1716 au couvent des Carmes de Boxmeer est un religieux de l'ordre des Carmes déchaux et compositeur baroque.

## Biographie
Il entre en 1659 dans l'ordre des Carmes déchaux et y prend le nom de religion de Benoît de Saint-Joseph. Il est d'abord au couvent des Carmes de Gueldre, sa ville natale. Il est ordonné prêtre en 1666, puis est transféré au couvent des Carmes de Boxmeer dans le Brabant-Septentrional, où il va demeurer toute sa vie durant. Il y sert comme sous-prieur de 1671 à 1674, de 1677 à 1683, puis de 1692 à 1701. Le 14 mai 1677, Benoît de Saint-Joseph représente sa communauté de Boxmeer au chapitre provincial qui se tient à Malines, il fait de même à celui d'Anvers, puis à celui de Bruxelles en 1700. Lorsque le titulaire de l'orgue du couvent de Boxmeer, Hubert de Saint-Jean, meurt à l'âge de 46 ans  le 6 novembre 1679, Benoît de Saint-Joseph le remplace jusqu'à sa propre mort.

## Nom
Le compositeur né sous le nom de Joseph Henricus Buns signe toujours ses œuvres du nom de Benedictus à Sancto Josepho, nom qu'il a pris en entrant en religion. Dans sa nécrologie et sous le titre de son Opus VII, il est nommé dans un additif Buns Gelriensis (Buns - son nom de famille - de Gueldre - son lieu de naissance). La manière de mettre son prénom de religion (tronqué de son deuxième patron) et son nom de famille est donc incorrecte et ne repose sur aucune source.

## Œuvre
Benedictus a composé en premier lieu des œuvres vocales sacrées, une dizaine de messes, deux requiem, six litanies, de nombreux motets aussi bien sur des textes liturgiques que sur des textes profanes. Les motets sont tous composés avec un accompagnement instrumental et beaucoup ont une courte sonate ou une symphonie comme introduction. Ses œuvres sont de style concertant et comportent parfois des passages chromatiques.
- Opus I Missae, litaniae, et motetta, IV. V. VI. vocibus cum instrument. et ripienis, Phalèses Erben, Anvers 1666 (deux messes, trois motets et deux litanies pour 5–6 voix solistes,  chœur à quatre voix, instruments et basse continue)
- Opus II Corona stellarum duodecim serta, I. II. II. IV. vocibus et instrumentis, editio secunda aucta et emendata, Anvers 1670 (1re édition perdue), 2e éd. 1673 (sept motets, deux messes, litanies, Salve Regina,  Tantum ergo pour 1–4 voix solistes et basse continue)
- Opus III Flosculi musici, Hendrik van Aertssens, Anvers 1672 (quatorze motets pour 1–4 voix, instruments et basse continue)
- Opus IV Musica montana in monte Carmelo composita, cantata in monte Domini, 1. 2. 3. vocibus, & unum Tantum ergo. 4. voc. & 2, 3 vel 5. instrumentis, Anvers 1677 (cantates in monte Domini pour 1–3 voix et Tantum ergo pour 4 voix et 2, 3 ou 5 instruments)
- Opus V Completoriale melos musicum, II. III. & IV. vocibus, II. III. vel V. instrumentis decantandum, Anvers 1678 (sept motets, quatre  antiphonaires mariaux, litanies, deux Tantum ergo ; pour 2–4 voix, instruments et basse continue, ainsi qu'une Sonata finalis II choris pour double chœur instrumental)
- Opus VI Encomia sacra musice decantanda 1, 2, 3 vocibus et 2, 3, 4. et 5 instrumentis, Utrecht 1683 (dix-neuf motets, une messe pour 1–3 voix (TTB), instruments et basse continue)
- Opus VII Orpheus gaudens ac lugens sive Cantica gaudii ac luctus, Anvers 1693 (quinze motets pour 1–5 voix de solistes, instruments et basse continue, quatre messes pour 4–5 voix de soli, instruments et basse continue) (éd. originale perdue)
- Opus VIII Orpheus Elianus a Carmelo in orbem editus a 2 violinis et basso viola cum basso continuo, Estienne Roger, Amsterdam 1699 (treize sonates de trio pour deux violons, viole de gambe et basse continue)
- Opus IX Missa sacris ornata canticis 1. 2. 3. vocibus et 1. 2. 3. 4. et 5 instrumentis Estienne Roger, Amsterdam 1701 (une messe pour trois voix solistes, dix motets pour 1–4 voix solistes, instruments et basse continue)
- Processionale juxta usum Fratrum Beatae Virginae Mariae de Monte Carmelo, Anvers 1711 (chant grégorien)
- Manuale Chori ad usum Fratrum Beatae Virginae Mariae de Monte Carmelo, Bruxelles 1721 (chant grégorien)

## Source de la traduction
- (de) Cet article est partiellement ou en totalité issu de l’article de Wikipédia en allemand intitulé « Benedictus a Sancto Josepho » (voir la liste des auteurs).